# وزارة المالية (تايلاند)
وزارة الماليَّة التَّايلانديَّة (بالتايلندية: กระทรวงการคลัง)‏ هي وزارة حكوميَّة في حكومة تايلاند.
تعتبر وزارة المالية واحدة من أهم الوزارات في البلاد، لكونها تتولى العديد من المسؤوليات المتعلقة بالمالية العامة والضرائب والخزانة والممتلكات الحكومية وعمليات الاحتكارات الحكومية والمؤسسات المدرة للدخل. تتمتع الوزارة أيضًا بصلاحية تقديم ضمانات القروض للوكالات الحكومية والمؤسسات المالية وشركات الدولة.

## الإدارة والميزانية
رئيس الوزارة هو وزير المالية (بالتايلندية: รัฐมนตรีกระทรวงการคลัง)‏. وهو عضو في مجلس وزراء تايلاند ويتم تعيينه من قبل ملك تايلاند بناء على نصيحة رئيس الوزراء. اعتبارًا من 2020 وزير المالية هو آبيساك تانتيفوراونج. والسكرتير الدائم لوزارة المالية هو براسونج بونتانيت.
خصصت وزارة المالية 242.948 مليون بات في موازنة السنة المالية 2019.

## تاريخ
كانت الوزارة موجودة في شكلها آنذاك منذ القرن الخامس عشر خلال مملكة أيوثايا. ثم سميت الوزارة "كروما خلانج" (بالتايلندية: กรมคลัง)‏ وتمت ترقيته لاحقًا إلى "كروم فرا خلانج" ( (بالتايلندية: กรมพระคลัง)‏. يتمتع "فرا خلانج" أو الوزير في العربيَّة، بسلطات واسعة النطاق تشمل سلطات الضرائب والتجارة والاحتكارات والجزية وحتى الشؤون الخارجية.
وفي عهد الملك راما الخامس، اتخذت الوزارة شكلها الحالي. حيث أصدر الملك مرسومًا ملكيًا في عام 1875 بدمج جميع السلطات والوكالات تحت وزارة واحدة بحقيبة أكثر تركيزًا. وعين أحد أعمامه الأمير مها مالا بامرابورابات كأول وزير لها. وأخيراً أصبحت الوزارة مستقلة في عام 1933 من خلال قانون إصلاح الخدمة المدنية لعام 1933. ثم تم تغيير وزارة الخزانة الملكية إلى وزارة المالية التي تتكون الآن من 10 إدارات و14 مؤسسة حكومية.
لعبت وزارة المالية دورًا رئيسيًا في جائحة فيروس كورونا في تايلاند حيث كانت مسؤولة عن صرف المساعدات للمواطنين المحتاجين.

## روابط خارجية
- صفحة الويب الرسمية باللغة الإنجليزية